# Dumbrăvița, Brașov
Dumbrăvița là một xã thuộc hạt Brașov, România. Dân số thời điểm năm 2002 là 4554 người.